# Joseph Dehergne
Joseph Dehergne est un prêtre jésuite, missionnaire, historien et bibliographe français né le 10 mars 1903 à La Gaubretière et mort le 6 janvier 1990 à Carquefou.

## Biographie
Joseph Dehergne est le fils d'Edmond Dehergne, notaire à La Gaubretière, et de Léonie Grolleau. En 1921, il entre au grand séminaire de Luçon, puis devient novice jésuite en 1925 à Beaumont-sur-Oise. Il est ordonné prêtre à Paris en 1934. Envoyé en Chine en 1936, il devient enseignant d'histoire et de français à l'Université l'Aurore (Shanghai) deux ans plus tard. Il publie divers articles, notamment dans le Bulletin de l'Université l'Aurore.
Expulsé de Chine en 1951, il rentre en France et devient bibliothécaire puis archiviste de la province jésuite de Paris à la maison d'études à Chantilly. Il est diplômé de l'École pratique des hautes études en 1959 sur son étude sur Le Bas Poitou à la veille de la Révolution, pour laquelle il reçoit un prix de l'Académie française. Il obtient ensuite un doctorat à l'Université de Paris en 1965.
En 1974, avec Henri Bernard-Maître, il fonde le Colloque international de sinologie triennal, à Chantilly, dont il rédige les actes des trois premières rencontres.
Il meurt à l'hôpital de La Seilleraye, à Carquefou, près de Nantes.

## Publications
- Une grande collection (1983)
- Lettres annuelles et sources complémentaires des missions jésuites de Chine (Suite) (1982)
- Juifs de Chine (à travers la correspondance inédite des Jésuites du XVIIIe siècle) (1981)
- L'Exposé des Jésuites de Pékin sur le culte des ancêtres présenté à l'empereur K'ang Hi en novembre 1700 (1980)
- Un problème ardu : le nom de Dieu en chinois, Les Travaux de Ruggieri sur la catéchèse (1980)
- Les Lettres annuelles des missions jésuites de Chine au temps des Ming, 1581-1644 (1980)
- Notice sur l'histoire des Missions de Chine (1552-1800) aux Archives des Jésuites de Paris (1979)
- Zi-ka-weī, l'observatoire des cyclones (1976)
- La Chine du Sud-Est, Guangxi (Kwangsi) et Guangdong (Kuwangtung) (1976)
- Documents sur l'histoire du 18e siècle conservés aux archives des Jésuites de la province de Paris (1976)
- Henri Bernard-Maître, choix d'articles et de livres écrits par lui sur l'Extrême-Orient (1976)
- Le Colloque international de sinologie de Chantilly (1974)
- Les Historiens jésuites du Taoisme (1974)
- Archives des jésuites de la Province de Paris (ASJP).... Inventaire de la Mission de Chine aux XVIe, XVIIe et XVIIIe siècles, Publié à l'occasion du Colloque sur l'influence de la Chine dans l'Europe des lumières, Chantilly, 20-22 septembre 1974 (1974)
- Le Père Hubert du Manoir de Jauye, S. J. (1894-1973) (1973)
- Pour une édition critique des "Lettres édifiantes" : les lettres concernant la Chine (1973)
- La Mission du Kiang-nan (Chine) pendant les deux premiers siècles de l'époque moderne, 1599-1800 (1971)
- Note sur le recrutement géographique des jésuites de la Province de France de 1745 à la suppression de 1762 (1970)
- La Bibliothèque des jésuites français de Pékin au premier tiers du XVIIIe siècle (1969)
- Les Archives des Jésuites de Paris et l'histoire des Missions aux XVIIe et XVIIIe siècles (1968)
- Bibliographie du Bas Poitou à la veille de la Révolution, principaux (1965)
- Voyageurs chinois venus à Paris au temps de la marine à voiles et l'influence de la Chine sur la littérature française du XVIIIe siècle (1964)
- Le Bas Poitou à la veille de la Révolution (1963)
- Les Biens de la Maison française de Pékin en 1776-1778 (1961)
- Les cartes continent (1958)
- Une vie illustrée de Notre-Seigneur au temps des Ming (1958)
- Les Chrétientés de Chine de la période Ming, 1581-1650 (1957)
- Les Missions du nord de la Chine vers 1700, étude de géographie missionnaire (1955)
- Un Shanghaien illustre : Ou Yu-chan, peintre et poète (1632-1718) (1949)
- L'Église de Chine au tournant (1924-1949). Le Milieu. Les Cadres. Les Œuvres. L'Histoire. Essai bibliographique partiellement annoté (1949)
- Israel à Shanghai : les communautés juives (1948)
- Le père Gaubil et ses correspondants, 1689-1759 (1944)
- L'Île Formose au XVIIe siècle (1941)
- Les Origines du christianisme dans l'île de Hainan (XVIe – XVIIe siècles) (1940)
- Les Vendéens, 1793. La "Grande armée". La vie régionale (1939)

## Sources
- Biographical Dictionary of Christian Missions, 1999
- Joël Pérocheau, Dictionnaire historique des Vendéens célèbres, 1994